# UFC Fight Night: Hunt vs. Mir
UFC Fight Night: Hunt vs. Mir (también conocido como UFC Fight Night 85) fue un evento de artes marciales mixtas celebrado por Ultimate Fighting Championship el 20 de marzo de 2016 en el Brisbane Entertainment Centre, en Brisbane, Australia.

## Historia
El evento estelar contó con el combate de peso pesado entre Mark Hunt y Frank Mir.
Abel Trujillo tenía previsto enfrentarse a Ross Pearson en el evento. Sin embargo, el 12 de marzo, Trujillo se retiró del combate por problemas de visado que le impedían entrar en Australia. Finalmente, Chad Laprise reemplazó a Trujillo y el oponente original de Laprise, Alan Patrick, acabó enfrentándose al debutante Damien Brown.

## Premios extra
Cada peleador recibió un bono de $50,000.
- Pelea de la Noche: Jake Matthews vs. Johnny Case
- Actuación de la Noche: Mark Hunt y Neil Magny